# Продуктивність праці

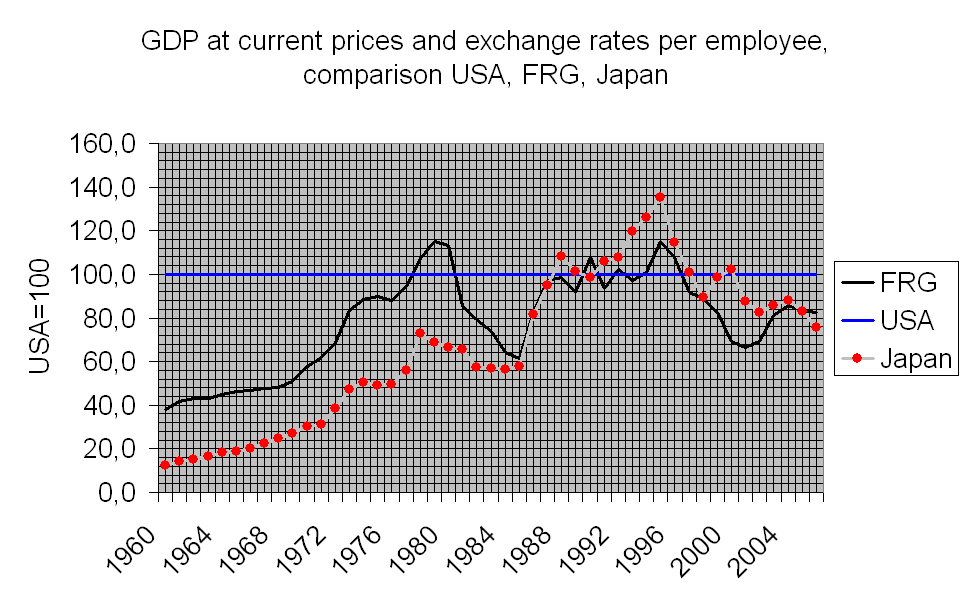
Продуктивність праці Японії, США та Німеччини.

Продуктивність праці і середній рівень реальних доходів в США, 1947—2016

Продукти́вність пра́ці (англ. productivity, labour productivity; нім. Arbeitsleistung f, Leistung f, Arbeitsproduktivität f) — це показник трудової діяльності працівників; це кількість продукції, виробленої за одиницю часу одним працівником. Характеризує кількість продукції, виробленої за одиницю часу, або витрати часу на виробництво одиниці продукції. Часто також вимірюється доданою вартістю на одного працівника.

## Методи вимірювання продуктивності праці
Натуральний метод вимірювання П.п. базується на обліку роботи в натуральному вираженні (тоннах, метрах, м3) за одиницю часу – місяць, рік, зміну, годину. 
Трудовий метод вимірювання П.п. полягає в обчисленні витрат праці, затрачених на одиницю продукції. Показник, що обчислюється таким чином, характеризується трудомісткістю робіт і є оберненою величиною натурального показника. 
Вартісний метод вимірювання П.п. полягає в тому, що для розрахунків приймають весь обсяг товарної (валової) продукції підприємства, що виготовлена (реалізована) за одиницю часу.
Метод умовних одиниць застосовується для вимірювання П.п., коли випускається дек. видів продукції. Для цього методу використовуються умовно натуральні одиниці, що забезпечують зведення всієї різноманітності видів продукції до одного умовного, виходячи з певних властивостей продукції.

## Резерви підвищення продуктивності праці
Продуктивність праці є рухливим і динамічним показником результативності праці та ефективності виробництва, який коригується низкою факторів, має визначальне значення в розвитку окремого підприємства в країні в цілому. Тому власники, наймані працівники та керівники повинні постійно шукати шляхи й результати підвищення продуктивності праці.
Резервами зростання продуктивності праці є використані можливості економії затрат праці, які виникають внаслідок дій тих чи інших факторів.
Значну роль відіграє науково-технічний прогрес: застосування нової техніки, удосконалення системи машин, впровадження комплексної механізації, інженерних комунікацій, необхідних для виконання процесів, а також передових технологій та наукових розробок сприяють підвищенню продуктивності праці, модернізація діючого обладнання. Адже оновлюється матеріально-технічна база, скорочуються витрати ручної праці.
Суттєвий вплив має організація процесу виробництва. Вона дає змогу знаходити найдосконаліше управління виробництвом, раціональні прийоми виконання операцій та виявлення інших важливих чинників. Наукова організація праці охоплює значні потенційні резерви підвищення ефективності праці з мінімальними додатковими матеріальними витратами.
Значний вплив має максимальне використання діючих потужностей, диверсифікація виробництва, скорочення втрат робочого часу ін.
Підвищення продуктивності праці залежить і від соціально-економічних показників, які пов’язані із кваліфікацією і освітою виконавців, 
рівнем відносин власності на підприємстві, умовами праці, застосуванням оптимальних режимів праці і відпочинку, психологічним кліматом у колективі, його згуртованістю і внутрішньоколективними стосунками, поліпшення умов праці, підвищення творчої активності працівників. Адже кожен керівник чи власник прагне отримати максимальну користь за допомогою най раціонального використання праці робітників, найменшими затратами і з оптимальною чисельністю персоналу, мінімальними витратами робочого часу.
Стимулом підвищення продуктивності праці також є удосконалення форм систем оплати праці, відтворення робочої сили та розв’язання соціальних проблем суспільства. Підвищення продуктивності праці створює умови для зростання заробітної плати, і навпаки, збільшення заробітної плати стимулює її продуктивність.

## Заходи щодо підвищення продуктивності праці
Отже, питання підвищення продуктивності праці потребує системного підходу, тобто кардинальних змін, суттєвого вдосконалення факторів, що обумовлюють продуктивність. Потрібно розробляти пошук резервів підвищення ефективності праці шляхом мобілізації її факторів: інтенсифікації виробництва, освоєння ресурсо- та енергоощадних технологій, удосконалення організації праці та механізму розрахунку. Для вирішення цього питання можна користуватися такими важелями, як мотиваційні, техніко-організаційні та моральні фактори підвищення продуктивності праці, що суттєво впливає на результати виробничої діяльності.

## Суспільно необхідний робочий час
Суспільно необхідний робочий час — час, потрібний для виготовлення споживчої вартості за наявних суспільно нормальних умов виробництва і при середньому в даному суспільстві рівні вмілості та інтенсивності праці.

## Цікаві факти
- В Україні найнижча продуктивність праці з усіх європейських країн[1].